# Chieko Hosokawa
Chieko Hosokawa (細川 智栄子, Hosokawa Chieko) née le 1er janvier 1935 à Osaka au Japon est une mangaka japonaise,. Elle commence sa carrière professionnelle en 1958 avec Kurenai no Bara (くれないのバラ),. Elle commence sa série Ōke no Monshō en 1976. Celle-ci, dont la publication est toujours en cours, reçoit en 1991 le Shogakukan Manga Award dans la catégorie shōjo. La série est prépubliée dans le magazine Princess depuis 1976.
Sa série Akogare a été adaptée en une série télévisée intitulée Hanayomeishō wa Dare ga Kiru (花嫁衣裳は誰が着る), en 1986. Une autre série Attention Please a été adaptée pour la télévision en 1970. Un remake a été produit en 2006.